# Kute Baru
Kute Baru is een bestuurslaag in het regentschap Aceh Tengah van de provincie Atjeh, Indonesië. Kute Baru telt 259 inwoners (volkstelling 2010).